# Замок в Камень-Слёнском
Замок в Камень-Слёнском (пол. Pałac w Kamieniu Śląskim, нем. Schloss Gross Stein) — замок XII века в деревне Камень-Слёнский. В настоящее время в замке также находится святилище Святого Яцека, который пользуется славой среди туристов и паломников.

## История

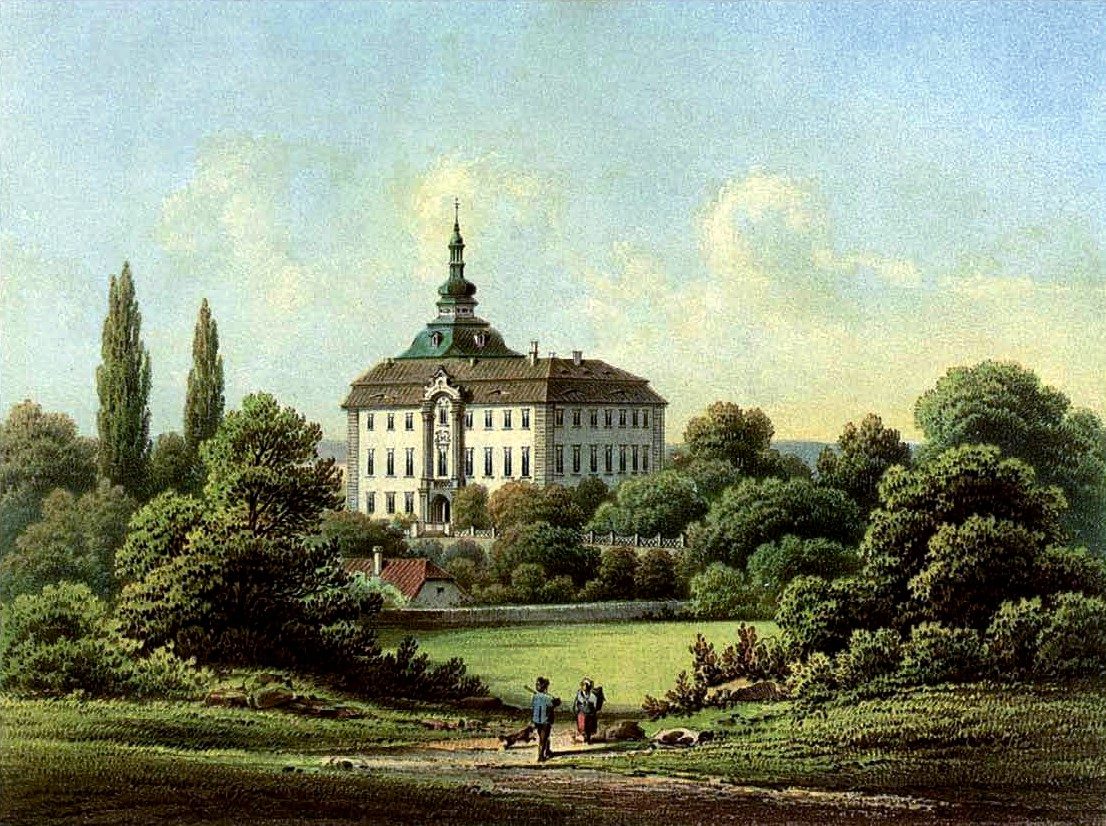
Замок в XIX столетии.

Первый замок был построен на этом месте рыцарями из рода Одровонж ещё в XI веке.
Святой Яцек (Одровонж) родился в замке в 1183 году, а через год — Чеслав Одровонж. В 1200 году тут также родилась Бронислава блаженная.
В следующие несколько веков замок несколько раз перестраивался. Современное здание вероятно было построено лишь в 1779 году. Замок принадлежал нескольким знатным семьям, среди них Лариш, Штрахвиц и др.
В XVII веке семья фон Лариш превратила средневековую крепость в дворец в стиле барокко. Комната, где предположительно родился Яцек Одровонж превратили в часовню.
В годы Второй мировой войны в замке находился военный госпиталь. За время войны замок не был разрушен.
В 1954 году советские власти поместили в замке детский дом. Однако через несколько лет, из-за повреждённого интерьера и исторических объектов, замок снова закрыли.
В 1970 году в замке произошёл пожар. Всё здание пострадало, а замок превратился в руины. В 1990 году замок перешёл во владение Опольской епархии и вскоре после этого началась реконструкция замка. В 1994 году замок был снова открыт с прилегающим святилищем. Внутренние и внешние фасады были частично реконструированы в соответствии с оригиналом, так что здание дворца вернуло свой старый архитектурный стиль.